# Karl Blodig
Karl Blodig, detto il Re dei 4000 o l'Uomo dei "Quattromila delle Alpi" (Graz, 16 ottobre 1859 – Bregenz, 7 settembre 1956), è stato un alpinista, ottico e scrittore austriaco, Blodig fu il primo a scalare con successo tutte le vette alpine superiori a 4000 metri, al tempo ritenute tali,  conquistando la sua vetta finale intorno al 1911 e per questo motivo fu soprannominato il "Re dei 4000". In effetti ne salì settantasei mentre il primo alpinista ad aver concluso la salita a tutti le 82 vette di 4.000 metri, in seguito così classificate, è stato Luciano Ratto. Egli scrisse di queste scalate nel suo libro "Die Viertausender der Alpen" (I quattromila delle Alpi), pubblicato per la prima volta nel 1923.

## Biografia
Nato a Vienna, Blodig trascorse i suoi primi anni a Graz, scalando il monte Triglav mentre era ancora adolescente. Dal 1885 visse a Bregenz come medico. A 17 e 18 anni, lo studente liceale Blodig aveva già scalato il Grossglockner, il Venediger e la Marmolada. Nel 1878 scalò diverse cime nelle Dolomiti e a 20 anni trascorse un'estate nel gruppo dell'Ortles. Nel gennaio 1880 effettuò la prima ascensione invernale del Gran Zebrù.
Nello stesso anno arrampicò il Monte Rosa, guidato da Christian Ranggetiner, e a ventitré aveva effettuato ascensioni non guidate della Punta Dufour, della Punta Zumstein e del Weisshorn. Tra il 1890 e il 1911 riuscì a scalare le cime rimanenti per raggiungere tutte quelle cime che a quel tempo erano elencate come superiori ai 4.000 m di altezza. Queste imprese includevano la prima salita della cresta del Brouillard sul Monte Bianco e la prima traversata della cresta di Rochefort. Tra i suoi compagni di alpinismo c'erano Ludwig Purtscheller e l'artista alpino Edward Theodore Compton.  Intorno al 1911 Blodig prese parte a un consueto incontro di alpinisti a Pen-y-Pass, in Galles , a cui partecipava anche George Mallory. Blodig osservò Mallory affrontare con maestria un tiro chiave di un camino di ghiaccio molto difficile. Sebbene tutti gli amici alpinisti presenti fossero rimasti colpiti dall'abilità di Mallory come scalatore, Blodig in seguito osservò piuttosto profeticamente riguardo a Mallory: "Quel giovane non vivrà a lungo!" Nel 1932, all'età di 73 anni, Blodig intraprese le ascensioni in solitaria dell'Aiguille du Jardin e della Grande Rocheuse per raggiungere le cime che erano state successivamente aggiunte all'elenco riconosciuto delle vette da 4.000 m dopo la sua impresa del 1911.  Fu membro onorario del Club Alpino Svizzero e della sezione di Weissenstein.

## Carriera alpinistica
- 1875 Salita al Triglav, 2.863 m, (Alpi Giulie)
- 1879 Salita all' Eisenerzer Griesmauer, 2.034 m, (Hochschwab); prima Salita al Torstein-cresta sudovest "Windlegergrat" dalla Windlegerscharte, IV- grado di difficoltà, 2.948 m, (Monti del Dachstein); salita al Große Bischofsmütze, 2.458 m, (Gosaukamm, Monti del Dachstein)
- 1880 Salita al Monte Rosa-parete est-parete Macugnaga "via Marinelli" al Silbersattel, III-IV grado di difficoltà, 1600 HM, 4.634 m, (Alpi Vallesane); salita invernale al Königspitze, 3.902 m, (Gruppo dell'Ortles)
- 1882 Salita al Monte Rosa-Zumsteinspitze, 4.563 m, (Alpi Vallesane); salita al Monte Rosa-Dufour, 4.637 m, (Alpi Vallesane); salita al Weisshorn, 4.505 m, (Alpi Vallesane)
- 1885 Secondo tentativo e prima ascensione della Drusenfluh "Blodigrinne", 2.827 m, (Rätikon)
- 1888 Primo tentativo alla Torwache dalla Madlener Haus, 3.186 m, (Silvretta); primo tentativo alla cresta nord-est del Großlitzner fino alla Litznerscharte, 3.109 m, (Silvretta); primo tentativo alla cima est del Verstanklahorn, ca. 3.260 m, (Silvretta)
- 1890 Tentativo al Monte Bianco, 4.807 m, (Gruppo del Monte Bianco)
- 1891 Primo tentativo e traversata della cresta nord-est della Trettachspitze "Blodig-Führe" cresta nord-ovest, III grado di difficoltà, 2.596 m, (Alpi dell'Algovia)
- 1892 Tentativo al Grosses Aletschhorn dalla Lötschental, 4.195 m, (Alpi Bernesi); salita al Schreckhorn, 4.078 m, (Alpi Bernesi); salita al Finsteraarhorn, 4.274 m, (Alpi Bernesi); salita allo Jungfrau, 4.161 m, (Alpi Bernesi); salita al Mönch, 4.107 m, (Alpi Bernesi);
- 1895 Salita al Zermatter Rothorn, 4.221 m, (Alpi Vallesane)
- 1895 Salita al Dom, 4.545 m, (Alpi Vallesane); salita al Breithorn, 4.165 m, (Alpi Vallesane); salita al Liskamm, 4.527 m, (Alpi Vallesane); traversata del Cervino, 4.481 m, (Alpi Vallesane)
- 1897 Prima ascensione della cresta del Pizzeguter da ovest
- 1898 Salita al Grosses Grünhorn, 4.043 m, (Alpi Bernesi); salita al Gletscherhorn, 3.983 m, (Alpi Bernesi); salita al Tödi, 3–614 m, (Alpi Glaronesi); salita al Nadelhorn "Nadelhorngrat", 4.327 m, (Alpi Vallesane); salita al Täschhorn, 4.491 m, (Alpi vallesane); salita al Dent Blanche, 4357 m, (Alpi Vallesane)
- 1899 Salita al Kogelseespitze, 2.647 m (Alpi della Lechtal);salita al Dremelspitze, 2.733 m, (Alpi della Lechtal); salita al Grandes Jorasses, 4.208 m, (zona del Monte Bianco); salita al Dent du Géant, 4.009 m, (zona del Monte Bianco); salita all'Aiguille de Bionnassay, 4.052 m, (zona del Monte Bianco)
- 1901 Salita al Fletschhorn, 3.993 m, (Alpi Vallesane); salita al Lenzspitze, 4.294 m, (Alpi Vallesane); salita al Lagginhorn, 4.010 m, (Alpi Vallesane)
- 1902 Salita al Strahlhorn, 4.190 m, (Alpi Vallesane); salita al Rimpfischhorn, 4.199 m, (Alpi Vallesane)
- 1903 Salita al Dent d'Hérens, 4.171m, (Alpi Vallesane); salita al Dôme de Rochefort-Südwestgrat,II grado di difficoltà, 4.015 m, (zona del Monte Bianco)
- 1906 Salita al Dóme de Miage, Rochers du Mont Blanc, 3.673m, (zona del Monte Bianco); prima salita del Mont Brouillard - cima principale attraverso la cresta nord, 4.069 m, (zona del Monte Bianco)
- 1907 Prima salita della Cima Silbertaler Loobspitze, 2.605 m, (Verwall); prima salita dell'Eisentaler Spitze Orientale, 2.753 m, alla Silbertaler Loobspitze, 2.605 m, (Verwall)
- 1909 Prima salita della Garneraspitze Occidentale, 2.851 m, Garneraspitze Orientale, 2.860 m, (Silvretta); prima salita della Valgraggestürme, 2.826 m, (Silvretta)
- 1910 Prima salita del Blodigturm, 2.851 m, (Silvretta)
- 1911 Prima salita del Montblanc-Brouillardgrat, IV grado di difficoltà, ghiaccio 50°, 1500 HM, 4.810 m, (settore del Monte Bianco); prima salita del monte Luigi Amedeo dal Col Emile Rey, 4.469 m, (Brouillardgrat, settore del Monte Bianco); primo tentativo sulle cime del Kromertal orientale e occidentale, 2.830 m e 2.870 m (Silvretta); primo tentativo sulla parete nord-est del Grosses Seehorn, 3.121 m (Silvretta)
- 1913 Primo tentativo sulla cresta est del Silvrettahorn, 3.244 m (Silvretta)
- 1917 Primo tentativo sulla Bieltalfernerspitze, 2.950 m (Silvretta); primo tentativo sul Totenfeldkopf, 2.935 m (Silvretta)
- 1919 Primo tentativo sulla Garneraturm, 2.883 m (Silvretta)
- 1931 Tentativo sul Col de la Grande Rocheuse, 4.051 m (area del Monte Bianco)
- 1932 Secondo tentativo e primo tentativo in solitaria sul Col Armand Charlet, nord parete, (zona del Monte Bianco); prima ascensione in solitaria della Grande Rocheuse via Col Armand Charlet, ghiaccio 55°, 4.103 m, (zona del Monte Bianco); prima ascensione in solitaria dell'Aiguille du Jardin-Couloir da nord-est, 54°, 4.035 m, (zona del Monte Bianco); prima ascensione dell'Aiguille Verte-Parete nord-est "Couloir Blodig", fino a 55°, 1.000 m, 4.121 m (zona del Monte Bianco)
- 1949 ascensione dell'Eiger-parete nord-est "Via Lauper", V grado di difficoltà, fino a 70°, 1.800 m, 3.970 m, (Alpi Bernesi);

ascensione del Grosses Scheerhorn, 3.296 m, (Alpi Glarussi); prima ascensione del Griesmauerkogel, 2.034 m, (gruppo Hochschwab)